# Бані Мазурські
Ба́ні Мазу́рські (пол. Banie Mazurskie, нім. Benkheim) — село в Польщі, у гміні Бані Мазурські Ґолдапського повіту Вармінсько-Мазурського воєводства. Бане-Мазурське — осередок українського культурного життя. Населення — 1419 осіб (2011), мешкає чимало українців.

## Історія
У 1975—1998 роках село належало до Сувальського воєводства.

## Населення
Демографічна структура станом на 31 березня 2011 року:
|          | Загалом | Допрацездатний вік | Працездатний вік | Постпрацездатний вік |
| -------- | ------- | ------------------ | ---------------- | -------------------- |
| Чоловіки | 662     | 126                | 470              | 66                   |
| Жінки    | 757     | 127                | 461              | 169                  |
| Разом    | 1419    | 253                | 931              | 235                  |

У 2002 році населення становило 2580 осіб, з них близько 500 осіб українців.

### Церква, релігійне життя греко-католиків
У селі є церква Святого Миколая. Офіційно парафія виникла 23 квітня 1957 року.

### Українська громада
Після створення Українського суспільно-культурного товариства 1956 тут відкрито одну з перших початкових шкіл з українською мовою навчання. Першим керівником школи був М. Балій (пізніше доктор Варшавського університету). 1965 польські і українські школи об'єднано в одну початкову з паралельними польськими та українськими класами. Керівником українських класів, а пізніше директор школи була А. Гнатюк.
У різні роки тут діяли українські художні самодіяльні гуртки «Мазурські зозулі», «Веснянки», «Весела громада», «Зорепад» (керівник Є. Іваник та А. Назарович). 1953 в с. Врублє створили хор під керівництвом Є. Іваник та П. Лобачевського (перенесено згодом у Бані Мазурські).
У Бані Мазурські діє відділення об'єднання українців Польщі (70 членів). 1956 Є. Іваник організувала в Бані Мазурські дитячий ансамбль пісні й танцю. 1963 в Бані Мазурські діяла естрадна група «Зірка» (керівники П. Лобачевський, Н. Овчаж). Наприкінці 1968 в Бані Мазурські засновано естрадний гурток «Смерічки» (керівник Є. Іваник), який виступав, зокрема, на 4-му Фестивалі української пісні та музики у Варшаві. Після виїзду Є. Іваник та А. Назарович до Канади культурне життя українців Бані Мазурські значно послабилося. Важливим осередком громадського життя українців є парафія УГКЦ, що нараховує близько 400 віруючих.